# Un artist
Un artist este o operă literară scrisă de Ion Luca Caragiale, care îl are ca personaj principal pe bărbierul artist.